# Chambre de commerce et d'industrie du Littoral normand-picard
 (mars 2015).
La chambre de commerce et d’industrie du Littoral normand-picard était une CCI dont la circonscription regroupa à partir de septembre 2007, une partie du département de la Somme et une partie du département de la Seine-Maritime. Son siège était situé à Saint-Quentin-la-Motte-Croix-au-Bailly.
Elle faisait partie de la chambre régionale de commerce et d'industrie Haute-Normandie et de la chambre régionale de commerce et d'industrie de Picardie.
Elle fusionne avec la CCI Côte d'Opale en 2017 pour former la CCI Littoral Hauts-de-France.
Elle est désormais rattachée à la CCI de région Hauts-de-France

## Missions
À ce titre, elle est un organisme chargé de représenter les intérêts des 4731 entreprises commerciales, industrielles et de service d'une partie de ces 2 départements et de leur apporter certains services. C'est un établissement public qui gère en outre des équipements au profit de ces entreprises.
Comme toutes les CCI, elle est placée sous la tutelle du préfet du département représentant le ministère chargé de l'industrie et le ministère chargé des PME, du Commerce et de l'Artisanat.

### Service aux entreprises
- Centre de formalités des entreprises
- Assistance technique au commerce
- Assistance technique à l'industrie
- Assistance technique aux entreprises de service
- Point A (apprentissage)

### Gestion d'équipements
- Port du Tréport :
- Port d'Abbeville ;
- Aérodrome d'Abbeville - Buigny - Saint Maclou ;
- Zones industrielles.

## Historique
- 6 décembre 2006 : Un décret ministériel rend possible la création de cette chambre regroupant la chambre de commerce et d'industrie du Tréport et la chambre de commerce et d'industrie d'Abbeville - Picardie maritime. Elle est la première chambre de commerce interrégionale.
- 7 septembre 2007 : Inauguration officielle de la chambre.
- 1er janvier 2017 : fusion avec la CCI Côte d'Opale pour devenir la CCI Littoral Hauts-de-France

## Pour approfondir